# Otto Frank
Otto Heinrich Frank (12. svibnja 1889. – 19. kolovoza 1980.) bio je njemački poduzetnik koji je kasnije postao stanovnik Nizozemske i Švicarske. Bio je otac Anne i Margot Frank i suprug Edith Frank, te je bio jedini član svoje obitelji koji je preživio holokaust. Naslijedio je Anneine rukopise nakon njezine smrti, organizirao je objavljivanje njezina dnevnika kao Dnevnik mlade djevojke 1947. i nadgledao njegovu adaptaciju kazalištu i filmu.